# SeeDNA
株式会社 seeDNA（シーディーエヌエー、seeDNA .Inc.）は、東京都足立区に本社を置くDNA分析および遺伝子検査専門機関である。胎児の遺伝疾患と性別、（出生前）親子DNA鑑定、犯罪/異物混入証拠物分析など40種類以上の多様な遺伝子検査を提供するグローバル企業である。

## 概要
株式会社seeDNAは2014年に日本で創立され、アメリカ、韓国、ウクライナで遺伝検査サービスを展開しているDNA解析企業である。国内で初めて妊娠中の胎児を対象とした非侵襲的DNA親子鑑定と高精度の性別検査の開発に成功した。独自の微量DNA分析技術により、損傷したDNAを分析する特殊遺伝子検査サービスを展開する唯一の企業である。
DNA鑑定においては、2019年から科捜研の新しい基準となったABI社のGlobalfilerシステムを導入し、国際基準となる最低保証父権肯定確率は99.9%より厳しい父権肯定確率99.99%以上をもって血縁関係を認める独自の判定基準を設けている。
出生前親子DNA鑑定においては、社内併設の研究施設にて実施するため、鑑定が国内で完結する鑑定機関である。
海外の検査機関の最低保証父権肯定確率は99.9%に対し、出生前親子鑑定でも、父権肯定確率99.99%以上をもって血縁関係を認めると判定を行う。
国内には大阪に支社があり、全国で各種遺伝子検査/DNA鑑定サービスを提供する。
日本国内には、協力医療機関：約300施設、提携法律系事務所：約200施設の協力を得てサービスを展開している。（法律系事務所とは、弁護士事務所・司法書士事務所・行政書士事務所を指す）

## 事業分野
- 誘電体分析サービス業
- DNAプロファイル遺伝子解析
- DNAバンク

## 沿革
2024年10月：東京都「海外デジタルマーケティング支援」に選定
2024年8月：東京都「アメリカ進出企業ハンズオン支援プログラム」に選定
2024年7月：東京都「事業性評価企業」に選定
2024年5月：東京都「デジタルマーケティング個別サポート支援」に選定
2023年12月：USA Life Science Review
2023年8月：足立区「健康な職場応援事業体」に選定
2021年10月：東京都「革新的な事業推進のための設備投資支援事業」に選定
2021年3月：特殊DNA検査サービス開始（世界初）
2020年12月：足立区「ワークライフバランス認証」
2020年12月：足立区「新製品／新事業開発補助金」に選定
2018年1月：大阪支店設立
2017年10月：韓国支店設立
2014年5月株式会社seeDNA設立

## 代表取締役のキャリア
・2008-2010年：筑波大学生体調節及び分子情報医学修士及び博士学位取得
・2008-2010年：東京大学分子細胞研究所研究員
・2010-2013年：ソウル大学およびBiocon主任研究員
・2014年～：株式会社seeDNA設立
・2017年～ : 韓国seeDNA設立

## 所属学会
・一般社団法人遺伝情報取扱協会
・日本法医学会
・DNA検査学会
・日本分子生物学会

## 事業内容
- 出生前DNA鑑定：出生前血液親子DNA鑑定、出生前DNA性別鑑定
- DNA血縁鑑定：父子鑑定、特殊父子鑑定、母子鑑定、特殊母子鑑定、兄弟・姉妹鑑定、祖父・祖母鑑定、父系・母系鑑定、双子鑑定
- 証拠物検査（法科学検査）：DNA同一人鑑定、血痕鑑定、精液鑑定
- 動物のDNA鑑定：動物のDNA親子鑑定（血統確認）
- 法的鑑定（国際認証付与）：法的DNA血縁鑑定、法的出生前血液DNA親子鑑定

## 認証
1. ISO9001国際品質規格認証
G-CERTI-JAPAN
IAS (International Accreditation Service)
IAF (International Accreditation Forum)
2. 日本プライバシーマーク認証（一般財団法人 日本情報経済社会推進協会（ＪＩＰＤＥＣ））

## 特許
1.特許7121440（2022年）多型座位信号の信頼性値算出方法
2.特許7331325（2023年）2種以上の検査を行うことができる遺伝学的解析方法

## メディア出演
- 2024年8月20日「週刊SPA！」
- 2024年1月11日  Science News 「Life Sciences Review」
- 2023年11月1日　フジテレビ「奇跡体験！アンビリバボー」の番組制作に協力
- 2023年03月24日　文春オンライン「DNA鑑定の最前線で何が起きているのか」
- 2020年6月28日　フジテレビ『日曜THEリアル！「もう一度、家族になりたい！」』
- 2020年01月16日　毎日新聞 朝刊　熱狂ゲノム　第2部広がる遺伝子検査・3
- 2019年7月16日　フジテレビ「レディース有吉」
- 2019年2月6日　フジテレビ「ホンマでっか!?TV」
- 2018年8月7日　フジテレビ『めざましテレビ　「母親の羊水/絨毛膜を採取しなくても 妊娠中に血液で胎児の父親を確認できちゃいます！！」』
- 2018年07月30　日本経済新聞 朝刊　パパは誰？出生前に鑑定 8～10週目妊婦の血液を用いた鑑定　倫理か女性の権利か両論
- 2017年3月6日　テレビ朝日、スーパーJチャンネル　『DNA検査最前線！』